# Théodorokanos
Théodorokanos (en grec : Θεοδωροκάνος) est un général byzantin d'origine arménienne, actif sous Basile II (976-1025).

## Biographie
Son nom est la forme hellénisée du patronyme arménien T‘ot‘orakan, signifiant « appartenant à Théodore ». Plusieurs sceaux qui lui sont attribués permettent de reconstituer une partie de sa carrière. Il commence avec les rangs de protospathaire et d’epi tou Chrystotriklinou, avant de servir comme gouverneur militaire d'Artze et archegetes d'Orient. Il est probablement à Artez entre 975 et 979, car c'est à ces dates que la forteresse est tenue par les Byzantins, avant d'être promu comme archegetes, une fonction récemment créée qui a autorité sur l'infanterie professionnelle, généralement arménienne, combattant sur le front oriental de l'Empire.
Sa première mention dans les textes nous vient de Jean Skylitzès. Dans les années 990 (vers 994 selon Nicolas Adontz), il est nommé stratège de Philippopilis par Basile II, alors impliqué dans une guerre d'ampleur contre le Premier Empire bulgare. En l'an 1000, il est aux côtés de Nicéphore Xiphias à la tête d'une armée qui s'empare des forteresses bulgares de la Grande Preslav, de la Petite Preslav (Pereyaslavets) et de Pliska, permettant à l'Empire de reprendre le contrôle d'une large partie du nord-est de l'Empire bulgare, déjà brièvement conquis par Jean Ier Tzimiskès quelques décennies avant. Peu après, Théodorokanos se retire en raison de son grand âge et Xiphias prend l'ensemble des responsabilités.
Les généraux Georges Théodorokanos (stratège de Samos) et Basile Théodorokanos lui sont vraisemblablement apparentés. Selon Nicolas Adontz, il s'agirait de ses fils, ce que rien ne permet d'affirmer,.